# Cyril Villain
Pour les articles homonymes, voir Villain.
Pas d'image ? Cliquez ici

a Compétitions nationales et continentales officielles uniquement.

Dernière mise à jour le 15 avril 2013.
Cyril Villain, né le 31 juillet 1978 à Argenton-sur-Creuse, est un joueur français de rugby à XV évoluant au poste de centre, reconverti entraîneur et analyse vidéo.

## Biographie
Cyril Villain rejoint le centre de formation du FC Grenoble en 1996 où il passe quatre saisons avant de rejoindre le CA Périgueux pour jouer dans le Top 20 et en Challenge européen au poste de centre. Il y reste une saison puis passe pour une saison au RC Arras, cinq saisons au FCS Rumilly avant de terminer sa carrière au SO Chambéry de 2006 à 2008.
Après sa carrière de joueur, il devient entraîneur au SO Chambéry de 2008 à 2017 tout d’abord avec Laurent Chomette puis notamment avec Michel Ringeval et en parallèle, à partir de 2007, analyste vidéo pour le FC Grenoble. En 2017, il devient entraîneur adjoint chargé de la défense au FC Grenoble, responsable de la défense et de la vidéo.
Il retrouve le SO Chambéry en juillet 2021, dont il devient manager sportif.